# Музей образотворчих мистецтв (Бордо)
44°50′15″ пн. ш. 0°34′52″ зх. д. / 44.8374° пн. ш. 0.581° зх. д.
Музей образотворчих мистецтв Бордо (фр. Musée des Beaux-Arts de Bordeaux) — художній музей міста Бордо, Франція, заснований у 1801 році.
Музей розташований біля Палацу Роганів у центральній частині Бордо. У його колекціях представлені картини, скульптури та малюнки з XV до XX століття. Найбільшою є колекція картин, основу якої становлять твори французьких та голландських живописців.
Перед будівлею музею розташована Галерея Мистецтв, де проходять тимчасові виставки.

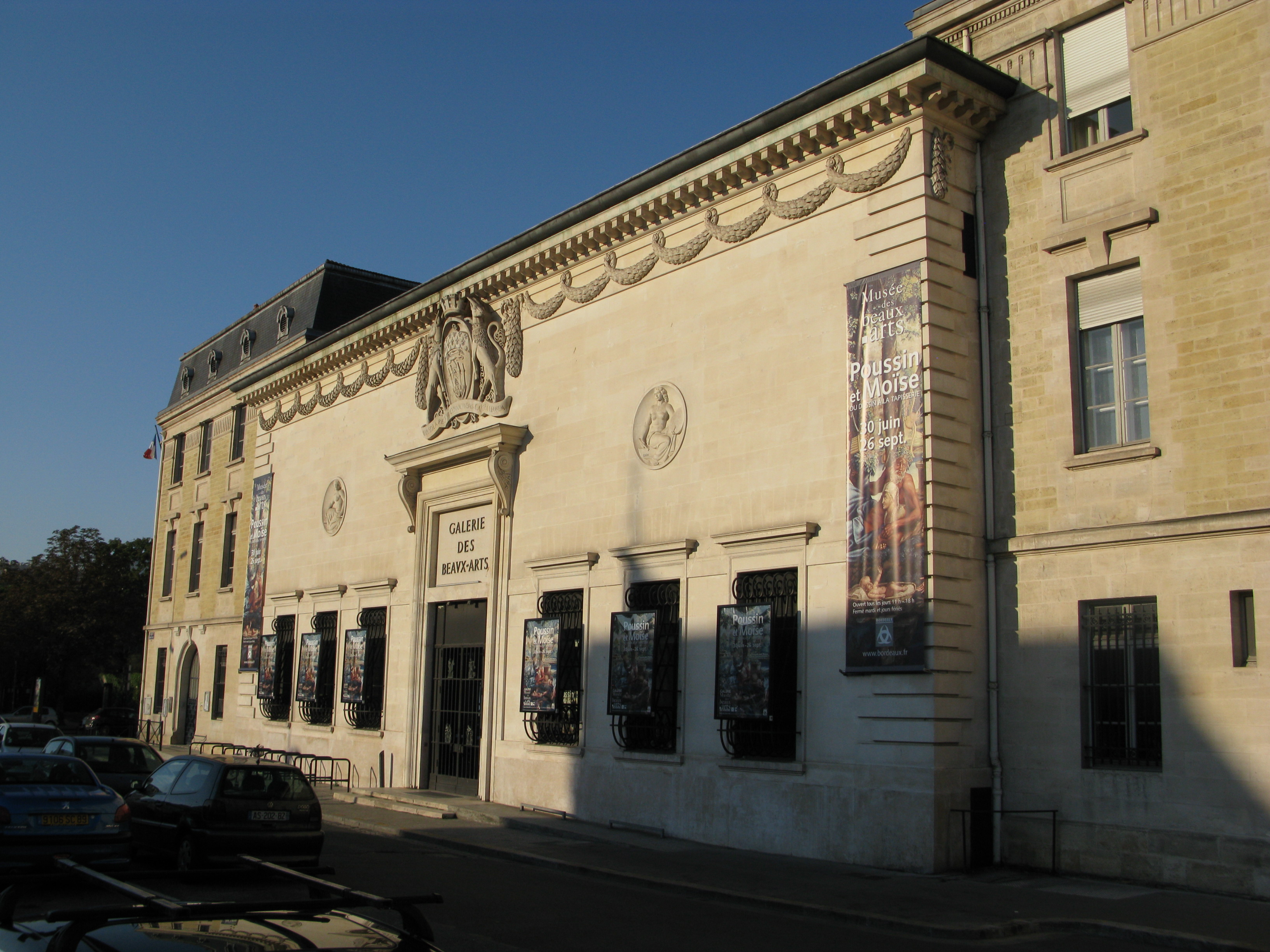
Фасад галереї мистецтв

## Історія
Музей заснований 1801 року живописцем П'єром Лакором. Є одним з найбільших художніх музеїв Франції за межами Парижа. У музеї зберігаються декілька картин, які були викрадені французами під час Французької революції (так звані «saisies révolutionnaires»), наприклад, «Мучеництво Сент-Жоржа» Пітера Пауля Рубенса.
Спочатку музей розташовувався в бібліотеці, згодом — у приміщенні ратуші, зараз колекція розміщена у нинішній будівлі, спорудженій протягом 1875—1881 років. Галерея мистецтва була збудована пізніше, протягом 1936—1939 років.

## Галерея

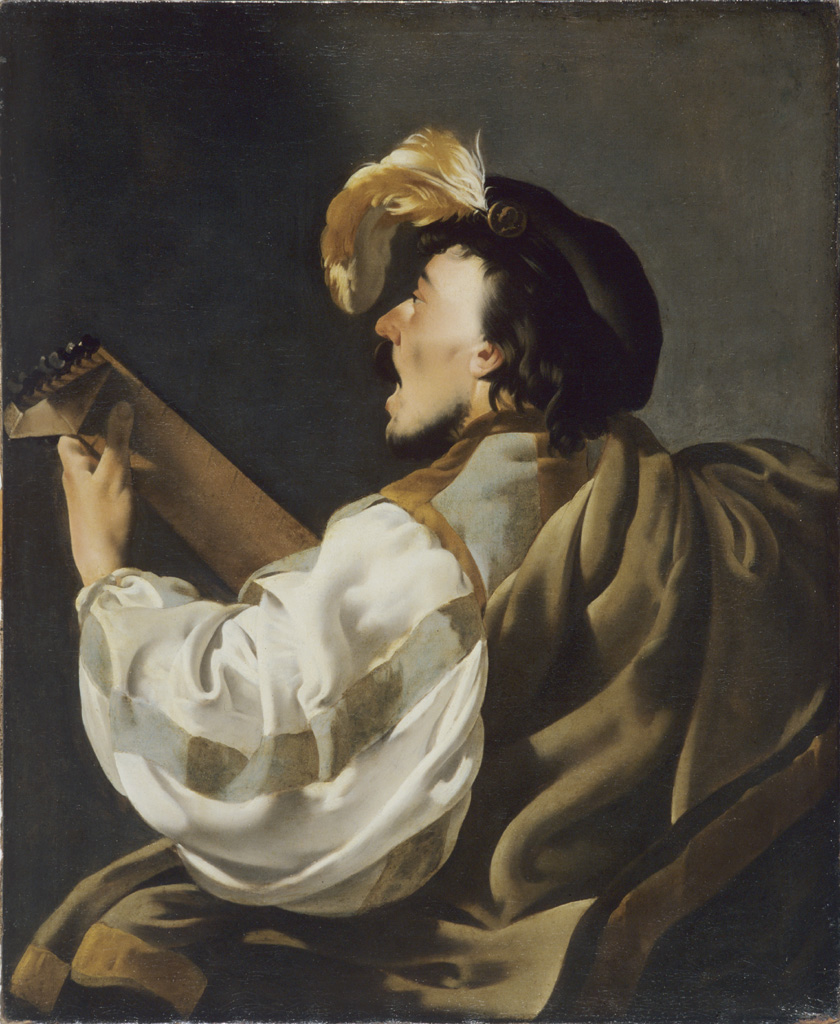
Гендрік Тербрюгген, "Співачка, якій акомпонує лютністка", до 1629 року.
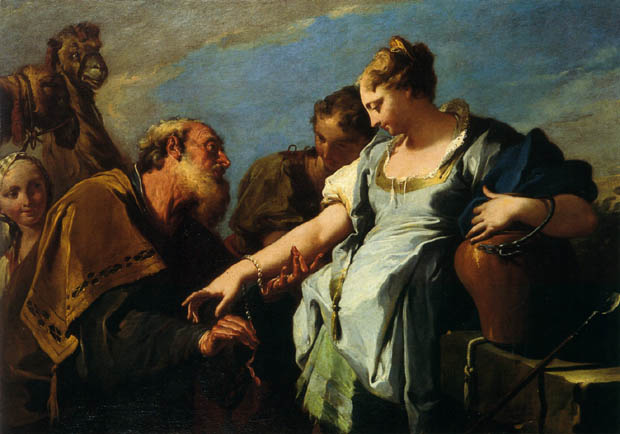
Джамбаттіста Піттоні, "Елієзер і Ребекка", до 1725 року.
Ежен Делакруа, "Греція на руїнах Міссолонгі" .
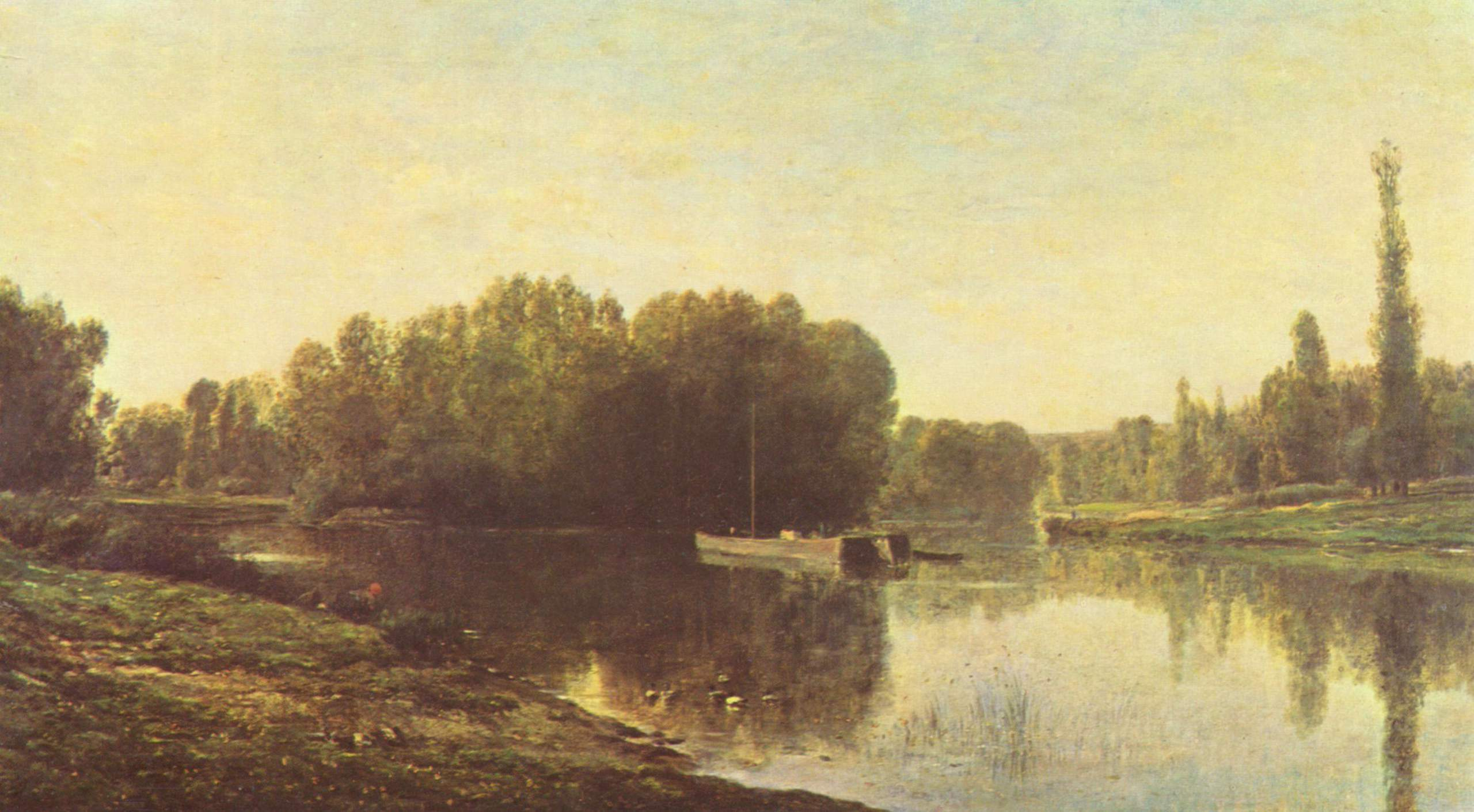
Шарль Франсуа Добіньї, "Береги Уази" .
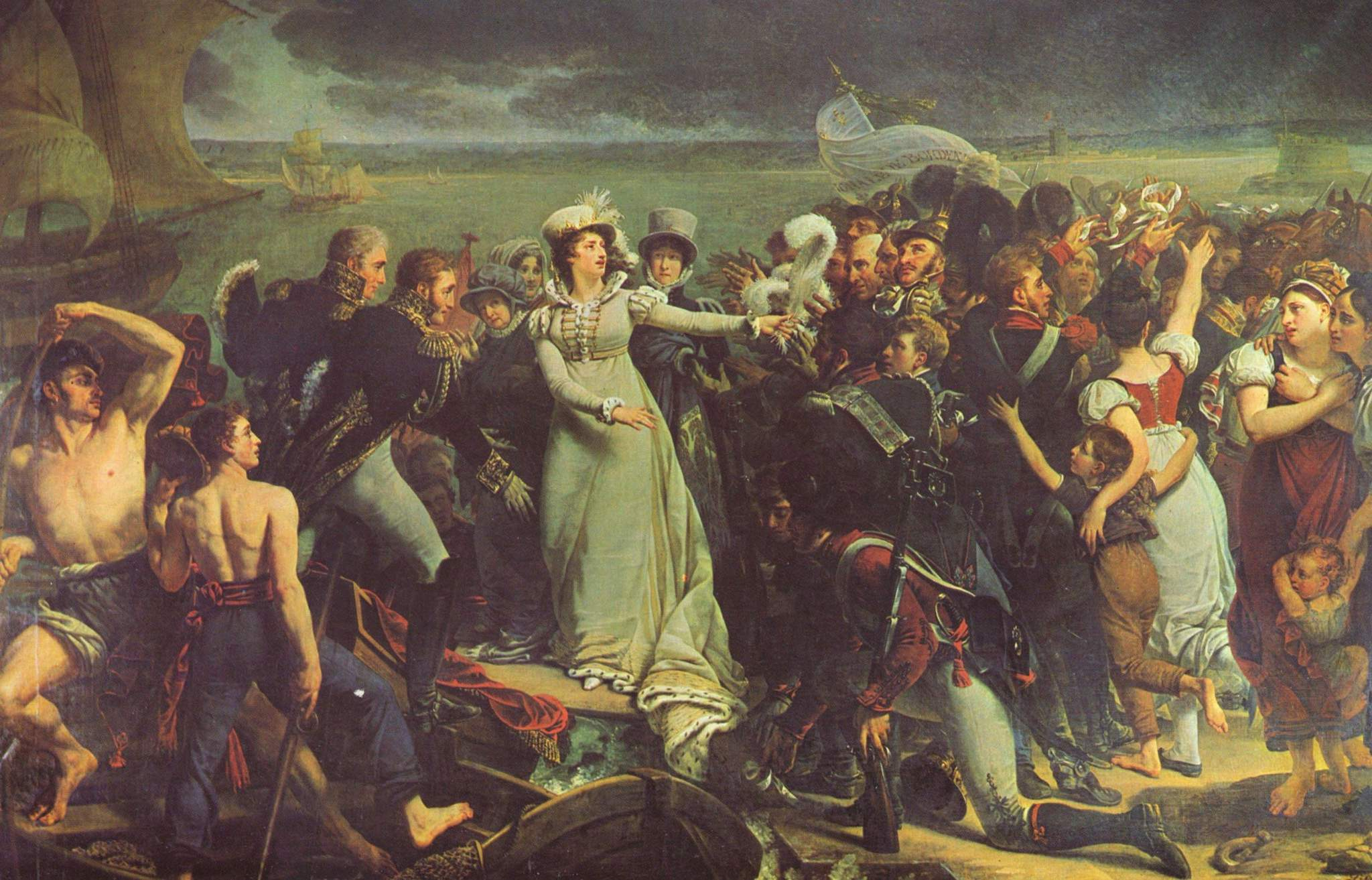
Антуан-Жан Гро, "Висадка графині Ангулемської" .
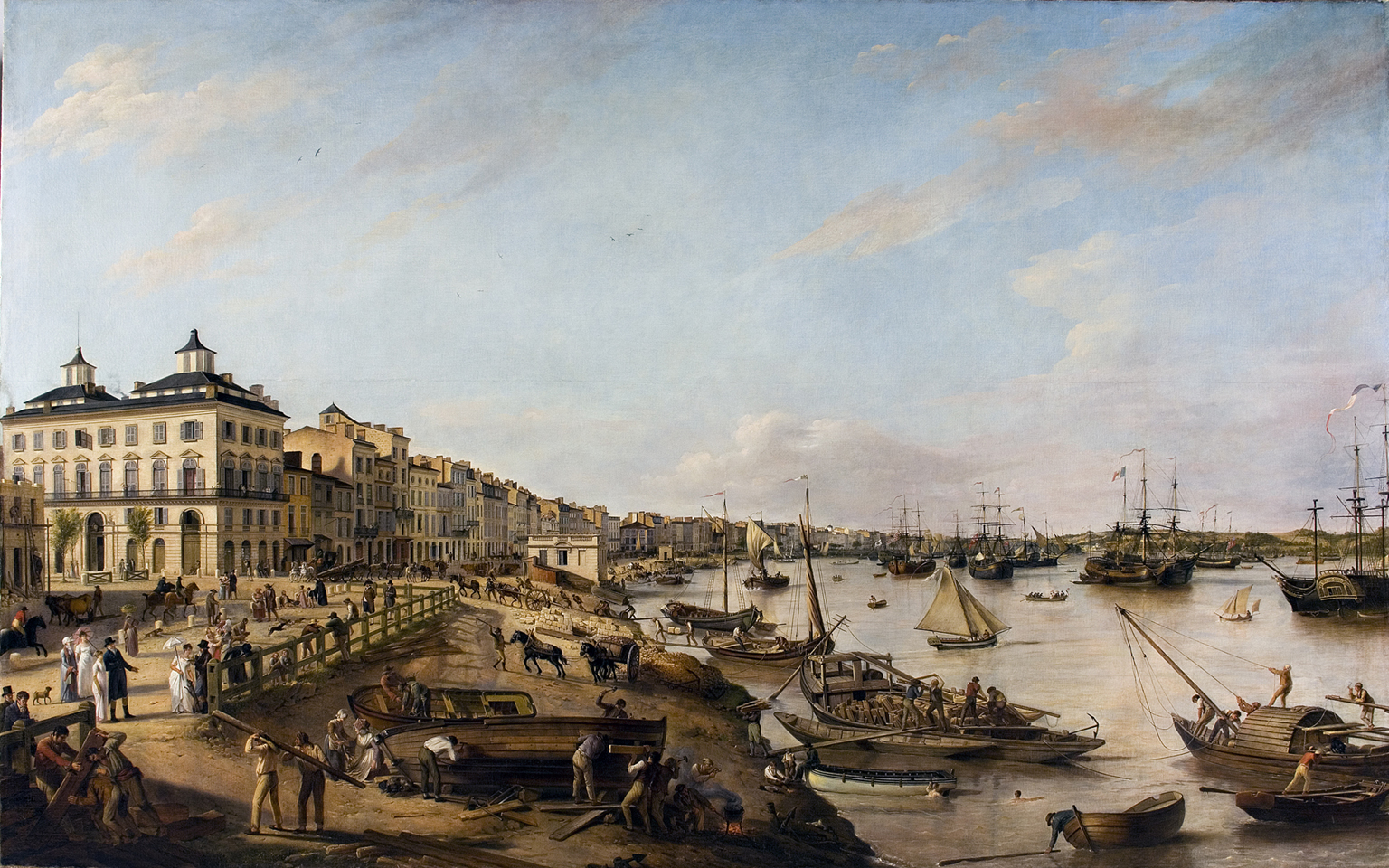
П’єр Лакур, Вид частини порту та набережних Бордо, що звуться Шартрон і Бакалан, 1804.
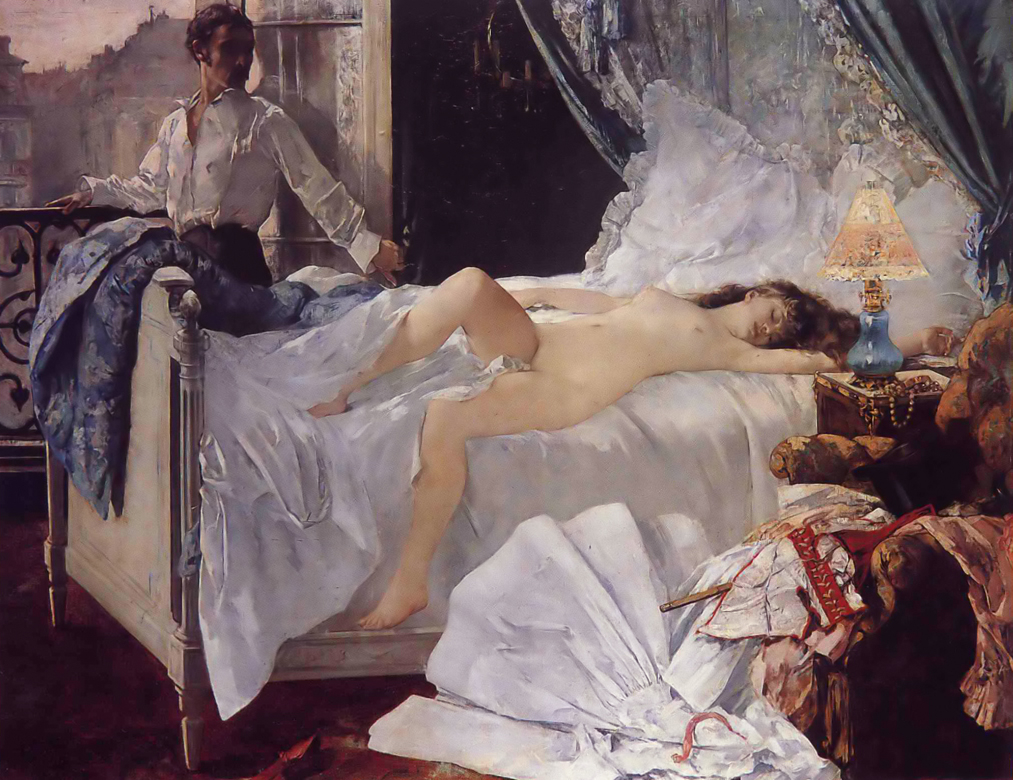
Анрі Жерве, "Ролла", 1878,.
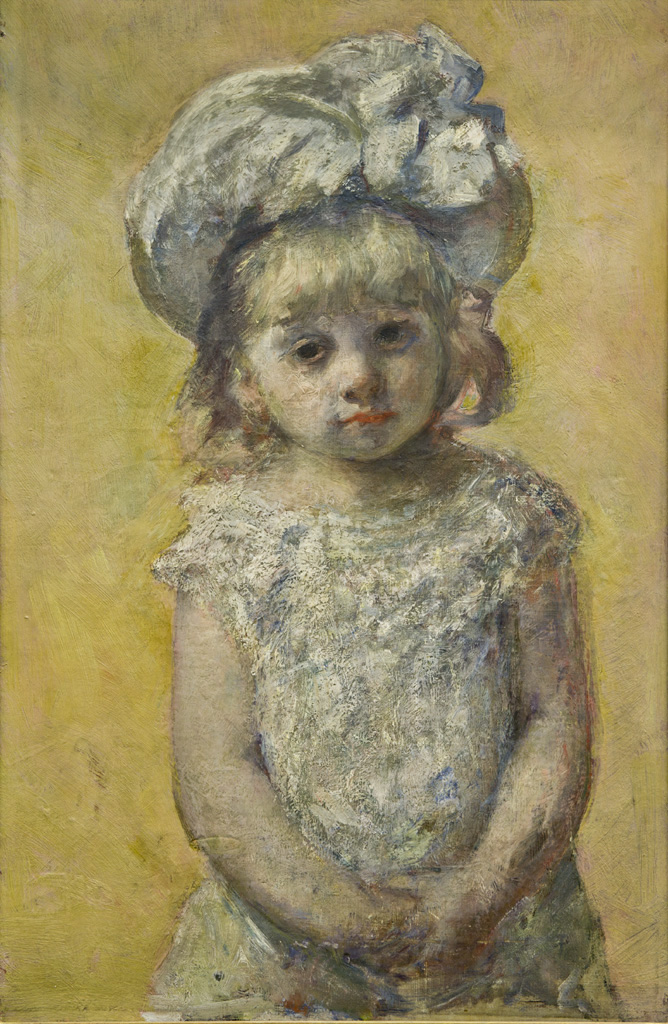
Мері Кассат, Портрет дівчинки, 1879 рік.
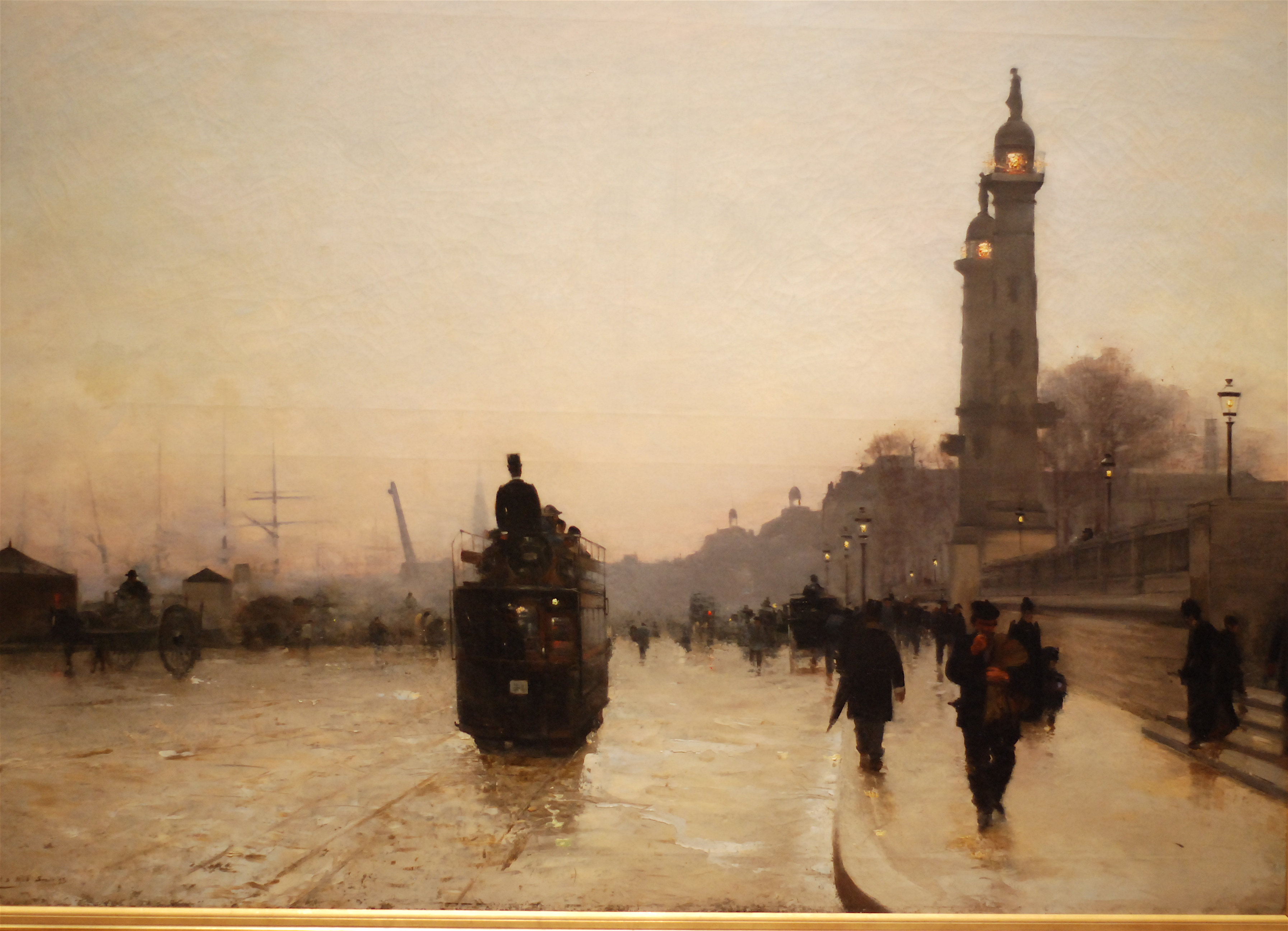
Альфред Сміт, Набережна Бакалан у Бордо ввечері, 1883,.
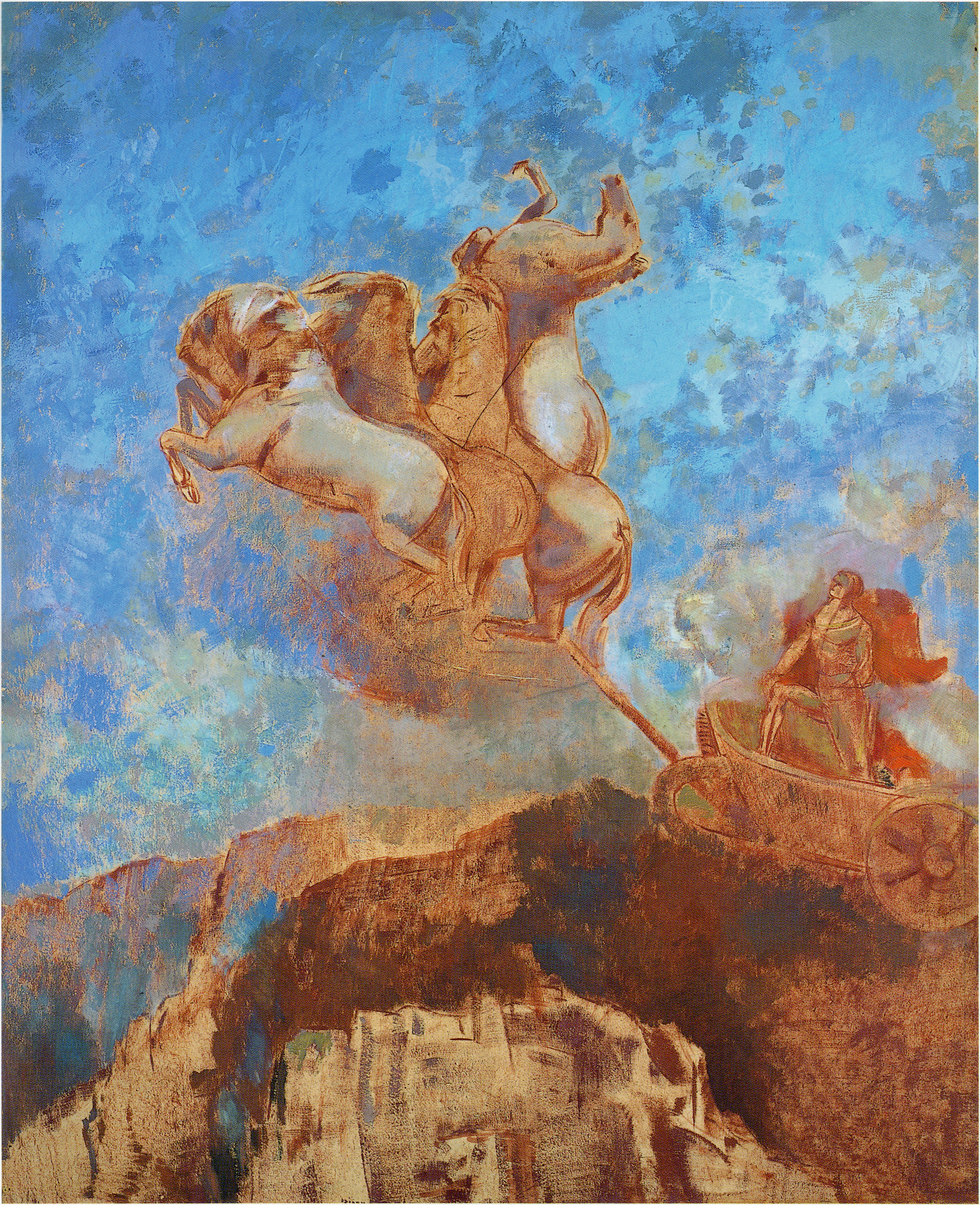
Оділон Редон, Колісниця Аполлона, 1909 рік.
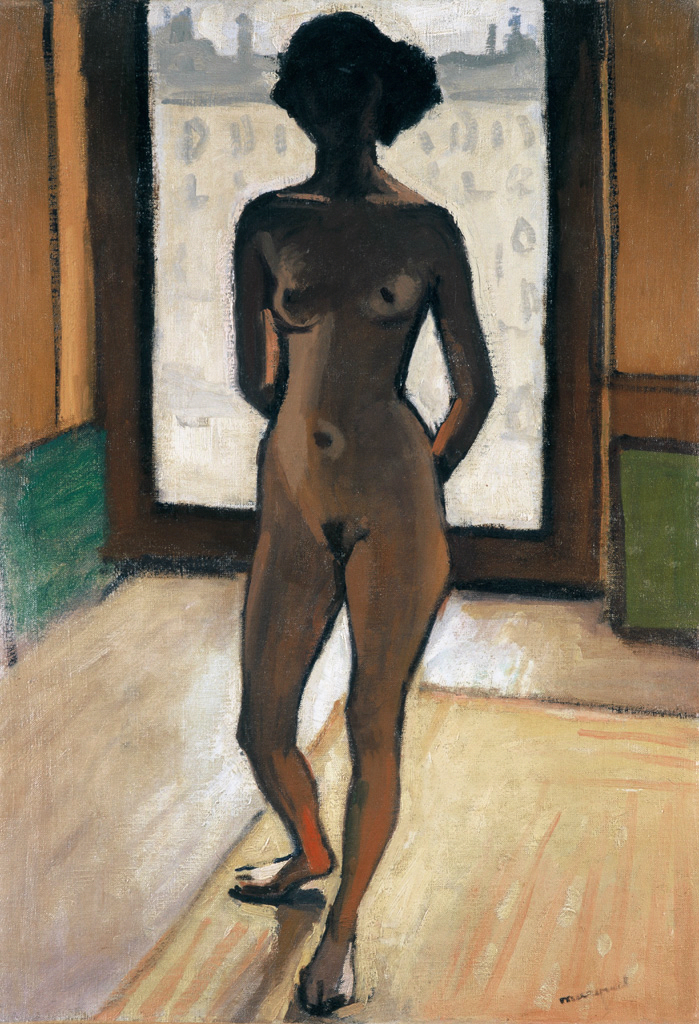
Альбер Марке, "Ню проти світла", 1909.